# Karel Emanuel III van Sardinië
Karel Emanuel III (of I) (Turijn, 27 april 1701 – aldaar, 20 februari 1773) was hertog van Savoye en koning van Sardinië van 1730 tot zijn dood in 1773.

## Jeugd
Karel Emanuel werd geboren op 27 april 1701 te Turijn. Hij was het vijfde kind en de tweede zoon van Victor Amadeus van Sardinië, de hertog van Savoye, en prinses Anne Marie van Orléans, een dochter van hertog Filips I van Orléans en hertogin Henriëtta Anne van Engeland.

## Bestuur
Savoye kwam positief uit de Spaanse Successieoorlog: de vader van Karel Emanuel kreeg in 1713 de titel van Koning van Sicilië. Maar na zeven jaar ruilde Victor Amadeus zijn titel in voor die van Koning van Sardinië in 1720. Maar in zijn latere jaren werd hij gekweld door verlegenheid en verdriet, waarschijnlijk voortvloeiend uit geestesziekte. Uiteindelijk trad koning Victor Amadeus op 3 september 1730 af ten gunste van Karel Emanuel, ook wel bekend als Carlino. Hij werd koning als Karel Emanuel III. Door een stroeve relatie met zijn vader ontving Karel Emanuel geen prima opleiding, met uitzondering qua de kennis op militair gebied van zijn vader.
Na een verblijfperiode in Chambéry begon Victor Amadeus zich echter opnieuw te bemoeien met Karel Emanuels regering. In de zomer van 1731 keerde Victor Amadeus terug op het politieke toneel. Hij beschuldigde zijn zoon van incompetentie en vestigde zich in Moncalieri, maar het lukte Karel Emanuel om Victor Amadeus te laten arresteren door de Raad van de Kroon, om te voorkomen dat hij Milaan zou aanvallen en waarschijnlijk een invasie in Piëmont riskeerde. De oude koning werd naar het Kasteel van Rivoli gebracht, waar hij korte tijd later op 13 oktober 1732 stierf.

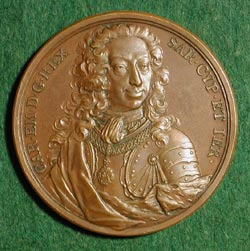
Koning Karel Emanuel III

## De Poolse Successieoorlog
Tijdens de Poolse Successieoorlog (1733-1738) sloot Karel Emanuel zich aan bij Frankrijk die koning Stanislaus Leszczyński steunde. Nadat op 28 oktober 1733 het verdrag van de alliantie was getekend, trok hij met zijn troepen naar Milaan en nam hij bezit van Lombardije zonder dat hij veel manschappen verloor. Maar toen Frankrijk de Spaanse koning Filips V ervan overtuigde om zich bij de alliantie aan te sluiten, kreeg Karel Emanuel het aanbod om Lombardije te ruilen voor Milaan en Mantua. Dit was echter voor Karel Emanuel onaanvaardbaar want dan zou Spanje opnieuw een dominerende positie in Italië krijgen, zoals het de voorgaande eeuwen al had gehad. Terwijl de onderhandelingen nog druk bezig waren, vielen de Franse, Spaanse en de troepen van Savoye Mantua binnen onder de leiding van Karel Emanuel zelf.
Uiteindelijk werd Mantua aan Spanje gegeven. De troepen van Karel Emanuel hadden de slag om zowel San Pietro als Guastalla gewonnen. Toen Frankrijk en Oostenrijk uiteindelijk de vrede tekenden, werd Karel Emanuel gedwongen om Lombardije te verlaten. Als compensatie kreeg hij een aantal andere gebieden, waaronder Langhe, Tortona en Novara.

## De Oostenrijkse Successieoorlog
Tijdens de Oostenrijkse Successieoorlog (1740-1748) steunde hij Maria Theresia van Oostenrijk militair via het Verdrag van Turijn (1742), doch ook door financiële steun en, indirect, via ondersteuning door de Britse marine in de Middellandse Zee.

## Huwelijken en kinderen
Hij is drie maal getrouwd geweest. Op 15 maart 1722 huwde hij met Anna Christina Louise van Palts-Sulzbach (1704-1723) die in het kraambed van hun zoontje Vittorio Amadeus (1723-1725) stierf. 
Vervolgens huwde hij op 23 juli 1724 met Polyxena van Hessen-Rheinfels-Rotenburg, dochter van Ernst Leopold en hadden samen zes kinderen :
- Victor Amadeus (1726-1796)
- Eleonora (1728-1781)
- Louise (1729-1767)
- Maria Felicita (1730-1801)
- Emanuel Filibert (1731-1735)
- Karel (1733)

Zijn derde huwelijk in 1737 was met Elisabeth Theresia van Lotharingen en zij hadden samen drie kinderen:
- Karel (1738-1745)
- Victoria (1740-1742)
- Benedictus (1741-1808)

## Kwartierstaat (voorouders)
| Victor Amadeus I van Savoye (1587–1637) | Victor Amadeus I van Savoye (1587–1637) | Victor Amadeus I van Savoye (1587–1637) | Victor Amadeus I van Savoye (1587–1637) | Victor Amadeus I van Savoye (1587–1637) | Victor Amadeus I van Savoye (1587–1637) | Christina van Frankrijk (1606-1663)     | Christina van Frankrijk (1606-1663)     | Christina van Frankrijk (1606-1663)     | Christina van Frankrijk (1606-1663)     | Christina van Frankrijk (1606-1663)        | Christina van Frankrijk (1606-1663)        |                                            |                                            | Karel Amadeus van Savoye-Nemours (1624-1652) | Karel Amadeus van Savoye-Nemours (1624-1652) | Karel Amadeus van Savoye-Nemours (1624-1652) | Karel Amadeus van Savoye-Nemours (1624-1652) | Karel Amadeus van Savoye-Nemours (1624-1652) | Karel Amadeus van Savoye-Nemours (1624-1652) | Elisabeth van Bourbon (1614-1664)            | Elisabeth van Bourbon (1614-1664)            | Elisabeth van Bourbon (1614-1664)   | Elisabeth van Bourbon (1614-1664)   | Elisabeth van Bourbon (1614-1664)   | Elisabeth van Bourbon (1614-1664)   |  |  | Lodewijk XIII van Frankrijk (1601-1643) | Lodewijk XIII van Frankrijk (1601-1643) | Lodewijk XIII van Frankrijk (1601-1643) | Lodewijk XIII van Frankrijk (1601-1643) | Lodewijk XIII van Frankrijk (1601-1643) | Lodewijk XIII van Frankrijk (1601-1643) | Anna van Oostenrijk (1601-1666) | Anna van Oostenrijk (1601-1666) | Anna van Oostenrijk (1601-1666)            | Anna van Oostenrijk (1601-1666)            | Anna van Oostenrijk (1601-1666)            | Anna van Oostenrijk (1601-1666)            |                                            |                                            | Karel I van Engeland (1600-1649)   | Karel I van Engeland (1600-1649)   | Karel I van Engeland (1600-1649)        | Karel I van Engeland (1600-1649)        | Karel I van Engeland (1600-1649)        | Karel I van Engeland (1600-1649)        | Henriëtta Maria van Frankrijk (1609-1669) | Henriëtta Maria van Frankrijk (1609-1669) | Henriëtta Maria van Frankrijk (1609-1669) | Henriëtta Maria van Frankrijk (1609-1669) | Henriëtta Maria van Frankrijk (1609-1669) | Henriëtta Maria van Frankrijk (1609-1669) |  |  |  |  |  |  |  |  |  |  |  |  |  |  |  |  |  |  |  |  |  |  |  |  |  |  |  |  |  |  |  |  |  |  |  |  |  |  |  |  |  |  |  |  |  |  |  |  |
| Victor Amadeus I van Savoye (1587–1637) | Victor Amadeus I van Savoye (1587–1637) | Victor Amadeus I van Savoye (1587–1637) | Victor Amadeus I van Savoye (1587–1637) | Victor Amadeus I van Savoye (1587–1637) | Victor Amadeus I van Savoye (1587–1637) | Christina van Frankrijk (1606-1663)     | Christina van Frankrijk (1606-1663)     | Christina van Frankrijk (1606-1663)     | Christina van Frankrijk (1606-1663)     | Christina van Frankrijk (1606-1663)        | Christina van Frankrijk (1606-1663)        |                                            |                                            | Karel Amadeus van Savoye-Nemours (1624-1652) | Karel Amadeus van Savoye-Nemours (1624-1652) | Karel Amadeus van Savoye-Nemours (1624-1652) | Karel Amadeus van Savoye-Nemours (1624-1652) | Karel Amadeus van Savoye-Nemours (1624-1652) | Karel Amadeus van Savoye-Nemours (1624-1652) | Elisabeth van Bourbon (1614-1664)            | Elisabeth van Bourbon (1614-1664)            | Elisabeth van Bourbon (1614-1664)   | Elisabeth van Bourbon (1614-1664)   | Elisabeth van Bourbon (1614-1664)   | Elisabeth van Bourbon (1614-1664)   |  |  | Lodewijk XIII van Frankrijk (1601-1643) | Lodewijk XIII van Frankrijk (1601-1643) | Lodewijk XIII van Frankrijk (1601-1643) | Lodewijk XIII van Frankrijk (1601-1643) | Lodewijk XIII van Frankrijk (1601-1643) | Lodewijk XIII van Frankrijk (1601-1643) | Anna van Oostenrijk (1601-1666) | Anna van Oostenrijk (1601-1666) | Anna van Oostenrijk (1601-1666)            | Anna van Oostenrijk (1601-1666)            | Anna van Oostenrijk (1601-1666)            | Anna van Oostenrijk (1601-1666)            |                                            |                                            | Karel I van Engeland (1600-1649)   | Karel I van Engeland (1600-1649)   | Karel I van Engeland (1600-1649)        | Karel I van Engeland (1600-1649)        | Karel I van Engeland (1600-1649)        | Karel I van Engeland (1600-1649)        | Henriëtta Maria van Frankrijk (1609-1669) | Henriëtta Maria van Frankrijk (1609-1669) | Henriëtta Maria van Frankrijk (1609-1669) | Henriëtta Maria van Frankrijk (1609-1669) | Henriëtta Maria van Frankrijk (1609-1669) | Henriëtta Maria van Frankrijk (1609-1669) |  |  |  |  |  |  |  |  |  |  |  |  |  |  |  |  |  |  |  |  |  |  |  |  |  |  |  |  |  |  |  |  |  |  |  |  |  |  |  |  |  |  |  |  |  |  |  |  |
|                                         |                                         |                                         |                                         |                                         |                                         |                                         |                                         |                                         |                                         |                                            |                                            |                                            |                                            |                                              |                                              |                                              |                                              |                                              |                                              |                                              |                                              |                                     |                                     |                                     |                                     |  |  |                                         |                                         |                                         |                                         |                                         |                                         |                                 |                                 |                                            |                                            |                                            |                                            |                                            |                                            |                                    |                                    |                                         |                                         |                                         |                                         |                                           |                                           |                                           |                                           |                                           |                                           |  |  |  |  |  |  |  |  |  |  |  |  |  |  |  |  |  |  |  |  |  |  |  |  |  |  |  |  |  |  |  |  |  |  |  |  |  |  |  |  |  |  |  |  |  |  |  |  |
|                                         |                                         |                                         |                                         | Karel Emanuel II van Savoye (1634–1775) | Karel Emanuel II van Savoye (1634–1775) | Karel Emanuel II van Savoye (1634–1775) | Karel Emanuel II van Savoye (1634–1775) | Karel Emanuel II van Savoye (1634–1775) | Karel Emanuel II van Savoye (1634–1775) |                                            |                                            |                                            |                                            |                                              |                                              | Maria Johanna van Savoye-Nemours (1644–1724) | Maria Johanna van Savoye-Nemours (1644–1724) | Maria Johanna van Savoye-Nemours (1644–1724) | Maria Johanna van Savoye-Nemours (1644–1724) | Maria Johanna van Savoye-Nemours (1644–1724) | Maria Johanna van Savoye-Nemours (1644–1724) |                                     |                                     |                                     |                                     |  |  |                                         |                                         |                                         |                                         | Filips van Orléans (1640-1701)          | Filips van Orléans (1640-1701)          | Filips van Orléans (1640-1701)  | Filips van Orléans (1640-1701)  | Filips van Orléans (1640-1701)             | Filips van Orléans (1640-1701)             |                                            |                                            |                                            |                                            |                                    |                                    | Henriëtta Anne van Engeland (1644-1670) | Henriëtta Anne van Engeland (1644-1670) | Henriëtta Anne van Engeland (1644-1670) | Henriëtta Anne van Engeland (1644-1670) | Henriëtta Anne van Engeland (1644-1670)   | Henriëtta Anne van Engeland (1644-1670)   |                                           |                                           |                                           |                                           |  |  |  |  |  |  |  |  |  |  |  |  |  |  |  |  |  |  |  |  |  |  |  |  |  |  |  |  |  |  |  |  |  |  |  |  |  |  |  |  |  |  |  |  |  |  |  |  |
|                                         |                                         |                                         |                                         | Karel Emanuel II van Savoye (1634–1775) | Karel Emanuel II van Savoye (1634–1775) | Karel Emanuel II van Savoye (1634–1775) | Karel Emanuel II van Savoye (1634–1775) | Karel Emanuel II van Savoye (1634–1775) | Karel Emanuel II van Savoye (1634–1775) |                                            |                                            |                                            |                                            |                                              |                                              | Maria Johanna van Savoye-Nemours (1644–1724) | Maria Johanna van Savoye-Nemours (1644–1724) | Maria Johanna van Savoye-Nemours (1644–1724) | Maria Johanna van Savoye-Nemours (1644–1724) | Maria Johanna van Savoye-Nemours (1644–1724) | Maria Johanna van Savoye-Nemours (1644–1724) |                                     |                                     |                                     |                                     |  |  |                                         |                                         |                                         |                                         | Filips van Orléans (1640-1701)          | Filips van Orléans (1640-1701)          | Filips van Orléans (1640-1701)  | Filips van Orléans (1640-1701)  | Filips van Orléans (1640-1701)             | Filips van Orléans (1640-1701)             |                                            |                                            |                                            |                                            |                                    |                                    | Henriëtta Anne van Engeland (1644-1670) | Henriëtta Anne van Engeland (1644-1670) | Henriëtta Anne van Engeland (1644-1670) | Henriëtta Anne van Engeland (1644-1670) | Henriëtta Anne van Engeland (1644-1670)   | Henriëtta Anne van Engeland (1644-1670)   |                                           |                                           |                                           |                                           |  |  |  |  |  |  |  |  |  |  |  |  |  |  |  |  |  |  |  |  |  |  |  |  |  |  |  |  |  |  |  |  |  |  |  |  |  |  |  |  |  |  |  |  |  |  |  |  |
|                                         |                                         |                                         |                                         |                                         |                                         |                                         |                                         |                                         |                                         | Victor Amadeus II van Sardinië (1666–1732) | Victor Amadeus II van Sardinië (1666–1732) | Victor Amadeus II van Sardinië (1666–1732) | Victor Amadeus II van Sardinië (1666–1732) | Victor Amadeus II van Sardinië (1666–1732)   | Victor Amadeus II van Sardinië (1666–1732)   |                                              |                                              |                                              |                                              |                                              |                                              |                                     |                                     |                                     |                                     |  |  |                                         |                                         |                                         |                                         |                                         |                                         |                                 |                                 |                                            |                                            | Anne Marie van Orléans (1669-1728)         | Anne Marie van Orléans (1669-1728)         | Anne Marie van Orléans (1669-1728)         | Anne Marie van Orléans (1669-1728)         | Anne Marie van Orléans (1669-1728) | Anne Marie van Orléans (1669-1728) |                                         |                                         |                                         |                                         |                                           |                                           |                                           |                                           |                                           |                                           |  |  |  |  |  |  |  |  |  |  |  |  |  |  |  |  |  |  |  |  |  |  |  |  |  |  |  |  |  |  |  |  |  |  |  |  |  |  |  |  |  |  |  |  |  |  |  |  |
|                                         |                                         |                                         |                                         |                                         |                                         |                                         |                                         |                                         |                                         | Victor Amadeus II van Sardinië (1666–1732) | Victor Amadeus II van Sardinië (1666–1732) | Victor Amadeus II van Sardinië (1666–1732) | Victor Amadeus II van Sardinië (1666–1732) | Victor Amadeus II van Sardinië (1666–1732)   | Victor Amadeus II van Sardinië (1666–1732)   |                                              |                                              |                                              |                                              |                                              |                                              |                                     |                                     |                                     |                                     |  |  |                                         |                                         |                                         |                                         |                                         |                                         |                                 |                                 |                                            |                                            | Anne Marie van Orléans (1669-1728)         | Anne Marie van Orléans (1669-1728)         | Anne Marie van Orléans (1669-1728)         | Anne Marie van Orléans (1669-1728)         | Anne Marie van Orléans (1669-1728) | Anne Marie van Orléans (1669-1728) |                                         |                                         |                                         |                                         |                                           |                                           |                                           |                                           |                                           |                                           |  |  |  |  |  |  |  |  |  |  |  |  |  |  |  |  |  |  |  |  |  |  |  |  |  |  |  |  |  |  |  |  |  |  |  |  |  |  |  |  |  |  |  |  |  |  |  |  |
|                                         |                                         |                                         |                                         |                                         |                                         |                                         |                                         |                                         |                                         |                                            |                                            |                                            |                                            |                                              |                                              |                                              |                                              |                                              |                                              |                                              |                                              |                                     |                                     |                                     |                                     |  |  |                                         |                                         |                                         |                                         |                                         |                                         |                                 |                                 |                                            |                                            |                                            |                                            |                                            |                                            |                                    |                                    |                                         |                                         |                                         |                                         |                                           |                                           |                                           |                                           |                                           |                                           |  |  |  |  |  |  |  |  |  |  |  |  |  |  |  |  |  |  |  |  |  |  |  |  |  |  |  |  |  |  |  |  |  |  |  |  |  |  |  |  |  |  |  |  |  |  |  |  |
|                                         |                                         |                                         |                                         |                                         |                                         |                                         |                                         |                                         |                                         |                                            |                                            |                                            |                                            |                                              |                                              |                                              |                                              |                                              |                                              |                                              |                                              |                                     |                                     |                                     |                                     |  |  |                                         |                                         |                                         |                                         |                                         |                                         |                                 |                                 |                                            |                                            |                                            |                                            |                                            |                                            |                                    |                                    |                                         |                                         |                                         |                                         |                                           |                                           |                                           |                                           |                                           |                                           |  |  |  |  |  |  |  |  |  |  |  |  |  |  |  |  |  |  |  |  |  |  |  |  |  |  |  |  |  |  |  |  |  |  |  |  |  |  |  |  |  |  |  |  |  |  |  |  |
|                                         |                                         |                                         |                                         | Maria Adelheid van Savoye (1685-1712)   | Maria Adelheid van Savoye (1685-1712)   | Maria Adelheid van Savoye (1685-1712)   | Maria Adelheid van Savoye (1685-1712)   | Maria Adelheid van Savoye (1685-1712)   | Maria Adelheid van Savoye (1685-1712)   |                                            |                                            | Maria Anna van Savoye (1687-1690)          | Maria Anna van Savoye (1687-1690)          | Maria Anna van Savoye (1687-1690)            | Maria Anna van Savoye (1687-1690)            | Maria Anna van Savoye (1687-1690)            | Maria Anna van Savoye (1687-1690)            |                                              |                                              | Maria Louisa van Savoye (1688-1714)          | Maria Louisa van Savoye (1688-1714)          | Maria Louisa van Savoye (1688-1714) | Maria Louisa van Savoye (1688-1714) | Maria Louisa van Savoye (1688-1714) | Maria Louisa van Savoye (1688-1714) |  |  | Victor Amadeus van Savoye (1699-1715)   | Victor Amadeus van Savoye (1699-1715)   | Victor Amadeus van Savoye (1699-1715)   | Victor Amadeus van Savoye (1699-1715)   | Victor Amadeus van Savoye (1699-1715)   | Victor Amadeus van Savoye (1699-1715)   |                                 |                                 | Karel Emanuel III van Sardinië (1701-1773) | Karel Emanuel III van Sardinië (1701-1773) | Karel Emanuel III van Sardinië (1701-1773) | Karel Emanuel III van Sardinië (1701-1773) | Karel Emanuel III van Sardinië (1701-1773) | Karel Emanuel III van Sardinië (1701-1773) |                                    |                                    | Emanuel Filibert van Savoye (1705-1705) | Emanuel Filibert van Savoye (1705-1705) | Emanuel Filibert van Savoye (1705-1705) | Emanuel Filibert van Savoye (1705-1705) | Emanuel Filibert van Savoye (1705-1705)   | Emanuel Filibert van Savoye (1705-1705)   |                                           |                                           |                                           |                                           |  |  |  |  |  |  |  |  |  |  |  |  |  |  |  |  |  |  |  |  |  |  |  |  |  |  |  |  |  |  |  |  |  |  |  |  |  |  |  |  |  |  |  |  |  |  |  |  |